# Ildefonso Arangure
Ildefonso Arangure Bosquez (ur. 14 stycznia 1984) – meksykański zapaśnik w stylu klasycznym. Zajął czternaste miejsce na mistrzostwach świata w 2011. Ósmy na igrzyskach panamerykańskich w 2011. Zdobył brązowy medal na mistrzostwach panamerykańskich w 2010 roku.